# Cassie Lee
Cassandra Lee McIntosh (ur. 10 listopada 1992 w Sydney) – australijska wrestlerka, występująca pod pseudonimem ringowym Cassie Lee. W latach 2021–2022 rywalizowała w Impact Wrestling, gdzie współpracowała z Jessicą McKay pod wspólną nazwą The IInspiration, gdzie jednokrotnie zdobyły tytuły Impact Knockouts Tag Team. W latach 2015–2021 występowała w World Wrestling Entertainment (WWE) jako Peyton Royce. Przez długi czas tworzyła tam drużynę o nazwie The IIconics również z Jessicą McKay, która wówczas nosiła pseudonim Billie Kay, jednokrotnie zdobywając WWE Women’s Tag Team Championship.
W 2009 rozpoczęła karierę zawodniczą w australijskiej federacji Pro Wrestling Alliance (PWA) jako KC Cassidy, po czym rywalizowała również w innych organizacjach tamtejszej sceny niezależnej.

## Mistrzostwa i osiągnięcia
- Impact Wrestling
  - Impact Knockouts World Tag Team Championship (1 raz, obecnie) – z Jessicą McKay[7]
- Melbourne City Wrestling
  - Vera and Jenny Memorial Cup (2014)[8]
- Prairie Wrestling Alliance
  - PWA Women’s Championship (1 raz)[9]
- Pro Wrestling Illustrated
  - PWI umieściło ją na 49. miejscu rankingu wrestlerek PWI Top 50 w 2019[10]
  - PWI umieściło ją na 50. miejscu rankingu tag teamów PWI Top 50 w 2020 – z Billie Kay[11]
- World Series Wrestling
  - WSW Women’s Championship (1 raz)[12]
- WWE
  - WWE Women’s Tag Team Championship (1 raz) – z Billie Kay
  - NXT Year-End Award for Breakout of the Year (2016) – z Billie Kay[13]